# اللعب مع الأشرار (مسلسل)
اللعب مع الأشرار- مسلسل دراما أردني، إنتاج عام 2002م ، من تأليف وإخراج" كمال اللحام"

## طاقم العمل
يتكون طاقم عمل مسلسل " اللعب مع الأشرار" من:
- محمود سعيد
- روحي الصفدي
- محمد عواد
- ليلى جبر
- محمد القباني
- صباح بركات
- ماهر خماش
- لينا حوارنة
- عاكف نجم
- ناريمان عبد الكريم
- شاكر جابر
- وائل نجم
- يوسف الجمل
- عبد الكريم الجراح
- أيمن ناصر الدين
- نجلاء سحويل
- نجلاء عبد الله
- محمود أبو غريب
- داود عفيشات
- أديب قدورة
- زهير حسن
- محمد الزواهرة
- واصل حماد
- كمال اللحام